# Alien vs. Predator (film)
Pour les articles homonymes, voir Alien vs. Predator.
Série Alien vs. Predator
Aliens vs. Predator: Requiem
(2007)
Pour plus de détails, voir Fiche technique et Distribution.
Alien vs. Predator, également appelé sous le sigle ΛVP ou Alien vs Prédateur au Québec, est un film américain de science-fiction horrifique réalisé par Paul W. S. Anderson, sorti en 2004. Coproduit par les États-Unis, le Canada, l'Allemagne, la République tchèque, l'Inde et le Royaume-Uni, c'est la première adaptation de la saga Alien vs. Predator publiée par Dark Horse Comics en 1989.

## Synopsis
Le 4 octobre 2004, un satellite détecte un mystérieux flux d'énergie localisé sur l'île Bouvet, au large de l'Antarctique. Le riche industriel Charles Bishop Weyland (Lance Henriksen) fait enquêter les employés de son entreprise multinationale de communications Weyland Industries sur la source de chaleur. L'analyse révèle une gigantesque pyramide recouverte par la banquise. Weyland recrute une équipe de scientifiques pour explorer et revendiquer ce qui y sera découvert. L'équipe comprend des archéologues, des experts linguistiques, des mercenaires, des foreurs (pour creuser la banquise pour atteindre la pyramide), et une guide nommée Alexa Woods (Sanaa Lathan).
Le 10 octobre, un vaisseau spatial Predator atteint l'orbite terrestre, et tire un rayon qui perce l'épaisse couche menant à la pyramide, située sous une station baleinière abandonnée depuis 1904. Quand les humains arrivent sur le site, ils sont étonnés de découvrir le tunnel dans la glace, mais décident de l'emprunter. Pendant ce temps, trois Predators sont débarqués du vaisseau à proximité de la station baleinière. Les humains atteignent et pénètrent dans la pyramide mais activent par inadvertance un mécanisme. Ce dernier extrait alors du sous-sol une Reine Alien enchaînée qui se réveille de sa stase cryogénique. Pendant ce temps, l'équipe découvre partout sur les murs, des gravures montrant deux créatures s'affrontant.
Les trois Predators tuent l'équipe de forage restée en surface puis se dirigent vers le tunnel. Les humains continuent d'explorer la pyramide et atteignent une chambre sacrificielle occupée par des squelettes humains aux cages thoraciques éclatées. Entre-temps, la reine Alien commence à pondre des œufs qui sont automatiquement emportés par un mécanisme. Les explorateurs décident de se séparer afin d'explorer un maximum de pièces. Adele Rousseau (Agathe de La Boulaye) et Thomas « Tom » Parks (Sam Troughton) et d'autres personnes restent sur place tandis Weyland, Maxwell « Max » Stafford (Colin Salmon), Alexa Woods, Sebastian de Rosa (Raoul Bova), Graeme Miller (Ewen Bremner), Mark Verheiden (Tommy Flanagan) et Joe Connors descendent dans les niveaux inférieurs. Ils y découvrent avec stupeur trois objets techniquement avancés mais ce faisant, activent un autre mécanisme : murs et plafonds se déplacent soudainement tandis que certaines portes se ferment, piégeant l'équipe sur place. Puis, les œufs Aliens finissent par atteindre la chambre des sacrifices. Les Facehuggers qui en jaillissent « fécondent » les personnes bloquées dans cette salle et des Chestbursters émergent finalement d'eux.
Deux des Predators attaquent le petit groupe rescapé pour récupérer les objets, qui s'avèrent être leurs canons d'épaule qui leur étaient destinés. Les murs bougent à nouveau et les hommes sont une nouvelle fois séparés. Les Aliens devenus rapidement adultes en profitent pour attaquer et capturent plusieurs d'entre eux pour les faire féconder. Les survivants restants sont de nouveaux attaqués par les Predators mais les Aliens rentrent dans la mêlée, et les créatures finissent par s'affronter entre elles. Deux des Predators sont tués, et les rescapés Sebastian, Alexa et Weyland ont un dernier répit pour s'enfuir. Mais l'homme d'affaires est épuisé et décide de retenir le dernier Predator. Ce dernier détecte que l'homme est mourant et l'épargne une première fois mais finit par le tuer quand Weyland l'attaque dans le dos. Les murs bougent à nouveau et Alexa et Sébastian sont momentanément isolés du Predator. Ce dernier tue un Facehugger avant de décapiter un Alien avec un de ses shurikens. À travers un judas, Alexa et Sebastian l'observent retirer son casque qu'il grave avec du sang d'Alien avant de scarifier son front de la même manière. À peine a-t-il terminé qu'un Facehugger bondit sur lui.
En attendant que les murs basculent à nouveau, Sebastian traduit les hiéroglyphes de la salle où ils sont bloqués. Toute l'histoire y est écrite. Les Predators sont venus sur Terre il y a des milliers d'années et ont aidé les hommes à bâtir les premières civilisations. En échange, ils étaient vénérés comme des dieux. Tous les 100 ans, ils revenaient sur la planète et exigeaient des sacrifices humains pour leurs rites de passage en chassant les Aliens comme proie ultime. En cas d'échec, les Predators devaient s'autodétruire afin d'empêcher les Aliens de quitter la pyramide et d'envahir la Terre. Alexa et Sebastian en déduisent la raison de la présence des Predators dans la pyramide, et que le pic de chaleur avait pour but d'attirer les humains.
Alexa suggère à Sebastian que pour avoir une chance de survivre, ils doivent s'allier au Predator. Les murs basculent mais ils sont pris en chasse par des Aliens qui capturent Sebastian, laissant Alexa désormais seule, désorientée et apeurée. Elle tombe alors sur le Predator restant et lui rend son canon d'épaule. Mais un Alien les surprend et Alexa parvient à le tuer en l'empalant sur une lance lâchée par le Predator durant l'attaque. Ce dernier arme son canon d'épaule et fait des ravages dans les rangs des autres Aliens venus en renfort. La Reine Alien pousse alors un cri de rappel et les derniers Aliens se replient vers elle. Voyant en Alexa une alliée, le Predator lui fabrique un bouclier et une lance avec la carapace et la queue de l'Alien qu'elle vient de tuer, pour qu'elle combatte à ses côtés.
La Reine ordonne à ses progénitures de la blesser au niveau de ses entraves métalliques pour que son sang acide les ronge. Pendant ce temps, Alexa et le Predator atteignent une salle transformée en écloserie où gisent morts la plupart des membres de l'équipe. Seul Sebastian est encore en vie et demande à Alexa de faire en sorte que les Aliens ne puissent en aucun cas regagner la surface. Cette dernière acquiesce et achève l'archéologue à contrecœur avant que son Chestburster n'éclose. La Reine finit par briser ses entraves et se libère, traînant derrière elle la dernière chaîne qui la retenait. Voyant la quantité de Facehuggers prêts à éclore, le Predator enclenche son arme d'auto-destruction et mène Alexa à la sortie. Ils parviennent tous deux à échapper aux Aliens et à s'enfuir par le tunnel avant que l'explosion n'engloutisse la pyramide sous des tonnes de glaces.
À la surface, le Predator enlève son casque et scarifie la joue d'Alexa du symbole des chasseurs avec du sang d'Alien. Mais contre toute attente, la Reine Alien perce la glace pour combattre le duo. Ils parviennent à la blesser et à attacher sa chaîne au pied d'un château d'eau gelé en bord de mer, qu'Alexa fait basculer de la falaise, entraînant la créature au fond de l'océan glacial. Le Predator, gravement blessé peu avant, finit par mourir. Alexa est auprès de lui quand un vaisseau apparaît. D'autres Predators en descendent et emportent le corps de leur camarade. Puis, observant la marque d'Alexa sur sa joue, le chef lui donne sa lance et repart au vaisseau qui décolle devant la jeune femme.
Le vaisseau atteint l'espace et du corps du Predator mort jaillit un Chestburster hybride, le Predalien.

## Fiche technique
Sauf indication contraire, les informations mentionnées dans cette section peuvent être confirmées par les bases de données cinématographiques IMDb et Allociné,  présentes dans la section « Liens externes ».
- Titre original et français : Alien vs. Predator
- Titre québécois : Alien vs Prédateur[2]
- Réalisation : Paul W. S. Anderson
- Scénario : Paul W. S. Anderson, d'après une histoire de Paul W. S. Anderson, Dan O'Bannon et Ronald Shusett, d'après les personnages créés Jim Thomas et John Thomas (Predator), d'après les personnages créés par Dan O'Bannon et Ronald Shusett (Alien)
- Musique : Harald Kloser
  - Musiques additionnelles : James Seymour Brett, Thomas Schobel et Thomas Wanker
- Direction artistique : Ray Chan, Stephen Dobric, Jindrich Kocí, Milena Koubkova, Adam O'Neill et Justin Warburton-Brown
- Décors : Richard Bridgland
- Costumes : Magali Guidasci
- Photographie : David Johnson
- Son : Howard Bargroff, Mike Dowson, Simon Gershon, Andrew Stirk, Mark Taylor
- Montage : Alexander Berner
- Production : Gordon Carroll, John Davis, Geoff Freeman[3], David Giler, Lawrence Gordon[3], Joel Silver[3] et Walter Hill
  - Production déléguée : Wyck Godfrey, Thomas M. Hammel et Mike Richardson
  - Production associée : Grace Gilroy, Henning Molfenter et Thierry Potok
  - Coproduction : David Minkowski, Matthew Stillman et Chris Symes
- Sociétés de production :
  - États-Unis : Davis Entertainment et Brandywine Productions, présenté par Twentieth Century Fox
  - République tchèque : en coproduction avec Lonlink Productions Ltd. et Stillking Films
  - Allemagne : en coproduction avec Studio Babelsberg
  - Royaume-Uni : en coproduction avec Inside Track Films
  - Inde : en coproduction avec Kut Productions
  - Canada : Charenton Productions Limited (non crédité) et Impact Pictures (non crédité)
- Sociétés de distribution : Twentieth Century Fox (États-Unis) ; UGC-Fox Distribution (UFD) (France) ; Fox-Warner (Suisse)
- Budget : 60 millions de $[4]
- Pays de production :  États-Unis[5],[N 1]
- Langues originales : anglais, italien
- Format : couleur (DeLuxe) — 35 mm — 2,35:1 (CinemaScope) — son DTS / Dolby Digital
- Genre : science-fiction, épouvante-horreur, action, aventure, fantastique, thriller
- Durées : 101 minutes ; 103 minutes (version longue) ; 109 minutes (version longue non censurée)
- Dates de sortie[6] :
  - États-Unis, Canada, Québec : 13 août 2004[2]
  - Inde : 1er octobre 2004
  - Royaume-Uni : 22 octobre 2004
  - France, Suisse romande : 27 octobre 2004[7],[8]
  - Belgique : 3 novembre 2004[9]
  - Allemagne, République tchèque : 4 novembre 2004
- Classification :
  - États-Unis : accord parental recommandé, film déconseillé aux moins de 13 ans (PG-13 - Parents Strongly Cautioned)[N 2]
  - France : tous publics avec avertissement[10],[N 3]
  - Belgique : tous publics (Alle Leeftijden)[9]
  - Suisse romande : interdit aux moins de 14 ans[11]
  - Québec : 13 ans et plus (horreur) (13+ / 13 years and over)[2]

## Distribution

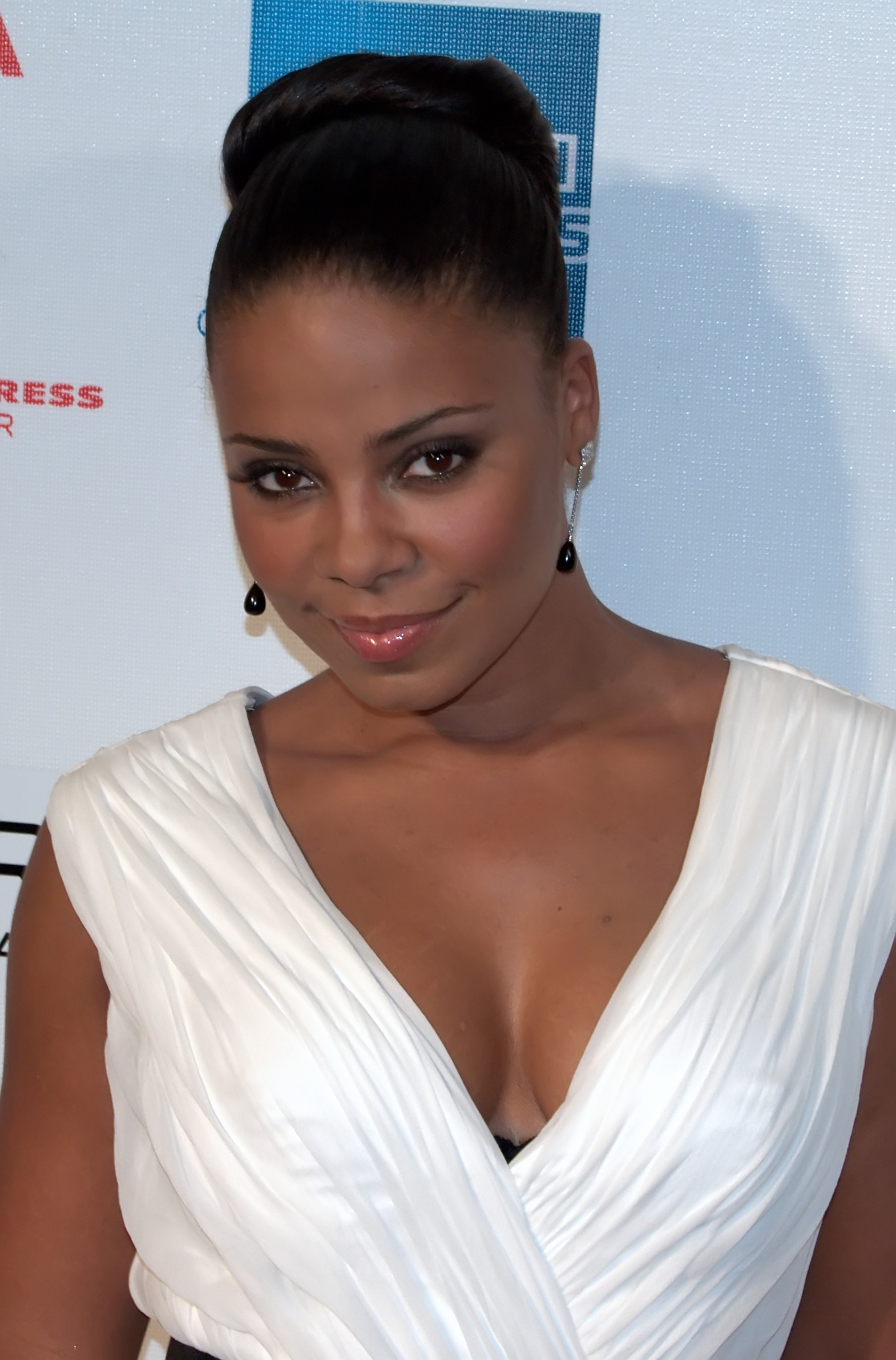
Sanaa Lathan

- Sanaa Lathan (VF : M'Bembo ; VQ : Nadia Paradis) : Alexa Woods, guide de haute montagne, experte en traitement des déchets
- Raoul Bova (VF : Giuseppe Furia ; VQ : Sylvio Orvieto) : Sebastian de Rosa, archéologue italien
- Lance Henriksen (VF : Joël Martineau ; VQ : Éric Gaudry) : Charles Bishop Weyland
- Colin Salmon (VF : Thierry Desroses ; VQ : Sébastien Dhavernas) : Maxwell « Max » Stafford, assistant de Charles Weyland
- Agathe de La Boulaye (VF : elle-même ; VQ : Catherine Proulx-Lemay) : Adele Rousseau, mercenaire
- Carsten Norgaard (VF : Philippe Vincent) : Rusten Quinn, mercenaire
- Sam Troughton (VF : Damien Boisseau) : Thomas « Tom » Parks, assistant de Sebastian de Rosa
- Ewen Bremner (VF : Kester Lovelace ; VQ : Nicolas Charbonneaux-Collombet) : Graeme Miller, expert en chimie organique
- Tommy Flanagan (VF : Hansjorg Schnass) : Mark Verheiden, mercenaire
- Karima Adebibe : la demoiselle sacrifiée
- Ian Whyte : Les Predators (Scar, Celtic et Chopper)
- Petr Jákl (en) : Stone
- Pavel Bezdek (en) : Bass
- Kieran Bew : Klaus
- Liz May Brice (en) : la superviseure de l'équipe
- Eoin McCarthy (en) : Karl

Source VF : Allodoublage et Doublage Québec

## Production

### Genèse et développement
Avant que la 20th Century Fox valide le projet Alien vs. Predator, James Cameron (réalisateur-scénariste de Aliens, le retour) travaillait sur un 5e film de la série Alien. Ridley Scott, réalisateur du premier film en a discuté avec James Cameron: « Je pense que ça pourrait être fun, mais la chose la plus importante est d'avoir la bonne histoire ». Dans une interview de 2002, Ridley Scott explique son concept d'histoire est de « retourner où les créatures alien ont été trouvées pour la première fois et d'expliquer comment elles ont été créées ». Cette base servira quelques années plus tard à d'autres films de Ridley Scott : Prometheus (2012) et Alien: Covenant (2017). Lorsqu'il apprend que la Fox veut faire un film Alien vs. Predator, James Cameron cesse de développer son idée et pense que cela va « tuer la validité de la franchise [...] Pour moi, c'est comme Frankenstein rencontre le loup-garou ».
La Fox se concentre alors sur le projet Alien vs. Predator. Les deux franchises avaient été associées pour la première fois dans des comics publiés dès 1989 par Dark Horse Comics. Par ailleurs, un crâne alien apparaissait comme trophée dans le vaisseau spatial Predator dans Predator 2 (1990). Un premier scénario avait été écrit par Peter Briggs vers 1990–1991, inspiré par le premier tome des comics. Le projet avait été mis de côté au profit de Alien, la résurrection.  D’ailleurs, c’est pour cette raison que l’actrice Sigourney Weaver accepté de reprendre le rôle d’Ellen Ripley dans Alien, la résurrection, justement pour empêcher que Alien vs. Predator puisse voir le jour. L’actrice a même déclaré en interview « Ils voulaient faire Alien vs. Predator, une idée que je trouve épouvantable. » Une autre version, écrite par James DeMonaco et Kevin Fox est rejetée par le producteur John Davis, qui souhaite une nouvelle approche en situant l'intrigue sur Terre.
Paul W. S. Anderson « pitche » ensuite à John Davis une histoire sur laquelle il a travaillé pendant 8 ans. Il lui montre des concept arts de Randy Bowen (de). Impressionné par les idées d'Anderson, John Davis y voit un parallèle avec Les Dents de la mer. Paul W. S. Anderson travaille sur le film après avoir écrit Resident Evil: Apocalypse, avec Shane Salerno (en) comme coauteur. Ce dernier consacre six mois à l'écriture d'un script détaillé.
Diverses idées du scénario sont influencées par celles d'Erich von Däniken, notamment sur la création de pyramides par des hommes assistés d'extraterrestres. Paul W. S. Anderson imagine que la Terre est un lieu pour le rite de passage des Predators qui, tous les 100 ans, chassent les Aliens. Le roman Les Montagnes hallucinées de H. P. Lovecraft sert également d'inspiration au film, ainsi que plusieurs éléments de la série de comics Aliens vs. Predator,. Le script initial de Paul Anderson contenait à l'origine 5 Predators, finalement réduit à 3 par la suite.
Comme Alien vs. Predator fait suite aux films Predator et qu'il se déroule avant les Alien, Paul W. S. Anderson a voulu éviter toute contradiction et préserver la continuité des franchises. Il a ainsi choisi comme lieu l'Île Bouvet : « c'est définitivement l'environnement le plus hostile sur Terre ». Il ajoute que si le film avait été situé dans un environnement urbain comme New York, cela aurait été une cassure avec le personnage principal de la franchise Alien, Ellen Ripley.

### Attribution des rôles
Lance Henriksen est le premier acteur à rejoindre le projet. Il avait auparavant tenu le rôle de l'androïde Bishop dans Aliens, le retour et Alien 3. Il incarne ici le milliardaire Charles Bishop Weyland, cofondateur de la compagnie Weyland-Yutani, présente dans les films Alien. Selon le réalisateur, Weyland-Yutani aurait modelé le visage de l'androïde Bishop d'après le visage de Charles Bishop Weyland, 150 ans plus tard. Il explique : « c'est comme si Microsoft construisait dans 100 ans un androïde au visage de Bill Gates ». Le personnage de l'autre cofondateur, John Yutani, devait initialement faire un caméo. Le rôle a été envisagé pour Peter Weller et Gary Busey avant d'être coupé du scénario, la compagnie étant simplement nommée Weyland. Le personnage apparaîtra finalement dans la suite, Aliens vs. Predator: Requiem, mais sera transformé en femme et incarné par Françoise Yip.
Le réalisateur Paul W. S. Anderson a révélé qu'Arnold Schwarzenegger avait proposé de reprendre son rôle de Dutch Schaeffer (de Predator, 1987) pour un caméo à la fin du film. Il s'est désisté après avoir été élu Gouverneur de Californie.

### Tournage
Le tournage a eu lieu dans les Studios Barrandov en République tchèque, mais également en France autour du Mont Blanc, en Italie (notamment à Courmayeur), pour la scène au début du film où Alexa Woods fait de l'alpinisme.

### Musique
Bandes originales de Alien vs. Predator
Aliens vs. Predator: Requiem
(2007)
La musique du film est composée par l'Autrichien Harald Kloser
Liste des titres
1. 1904 – 1:16
2. Alien Vs. predator Main Theme – 3:29
3. Antarctica – 2:11
4. Bouvetøya Island – 2:09
5. Down The Tunnel – 1:02
6. Hanging Bodies – 1:46
7. Southern Lights – 1:39
8. Predator Space Ship – 1:12
9. The Pyramid – 1:11
10. Temple – 1:11
11. Dark World – 2:56
12. History of The World – 3:21
13. Alien Fight – 3:14
14. I Need This – 1:45
15. Weyland's End – 0:56
16. Alien Queen – 1:36
17. Showdown – 3:23
18. The End....or Maybe Not – 3:31

## Accueil

### Accueil critique
Sur l'agrégateur américain Rotten Tomatoes, le film récolte 20 % d'opinions favorables pour 148 critiques et une note moyenne de 4,2⁄10. Sur Metacritic, il obtient une note moyenne de 29⁄100 pour 21 critiques.
En France, le site Allociné propose une note moyenne de 2,5⁄5 à partir de l'interprétation de critiques provenant de 17 titres de presse.

### Box-office
Le film récolte plus de 170 millions de dollars dans le monde, pour un budget de 60 millions.
| Pays ou région    | Box-office      | Date d'arrêt du box-office | Nombre de semaines |
| ----------------- | --------------- | -------------------------- | ------------------ |
| États-Unis Canada | 80 282 231 $    | 2 décembre 2004            | 16                 |
| France            | 876 848 entrées |                            |                    |
| Total mondial     | 177 427 090 $   | -                          | -                  |

## Distinctions
Source : Internet Movie Database et Allociné

### Récompenses
- BMI Film and TV Awards 2005 : prix BMI de la meilleure musique de film pour Harald Kloser
- Golden Graals 2005 : Golden Graals du meilleur interprète italien travaillant à l'étranger pour Raoul Bova

### Nominations
- Golden Schmoes Awards 2004 :
  - Pire film de l'année
  - La plus grande déception de l'année

- Fangoria Chainsaw Awards 2005 : pire film
- NRJ Ciné Awards 2005 : meilleur méchant[35]
- Razzie Awards 2005 : pire suite, prequel, remake ou dérivé

## Éditions en vidéo
En France, le film Alien vs. Predator est sorti en DVD et DVD Edition extrême le 27 avril 2005,. D'autres versions DVD ont été éditées dont une Édition Prestige sortie le 21 septembre 2005 ainsi qu'une Version non censurée le 25 octobre 2006.
Avec l'arrivée du Blu-ray, une Edition extrême est sortie le 4 janvier 2008. Deux nouvelles rééditions Blu-ray sont sortie le 7 juillet 2010 et le 4 janvier 2012.
Le film est également sorti en VOD le 1er août 2014.

## Autour du film
L'animatronique de la reine xénomorphe utilisé dans le film est en exposition au musée Miniature et Cinéma à Lyon. Avant cela, elle avait été présentée à une exposition en hommage à Hans Ruedi Giger, célèbre concepteur graphique d’Alien, toujours à Lyon.